# Scleria oblata
Scleria oblata là loài thực vật có hoa trong họ Cói. Loài này được S.T.Blake ex J.Kern miêu tả khoa học đầu tiên năm 1961.